# طوقان كبريتي
طوقان كبريتي (الاسم العلمي: Ramphastos sulfuratus) (بالإنجليزية: Keel-billed Toucan)‏ هو نوع من الطيور يتبع جنس الطوقان من الفصيلة الطوقانية.

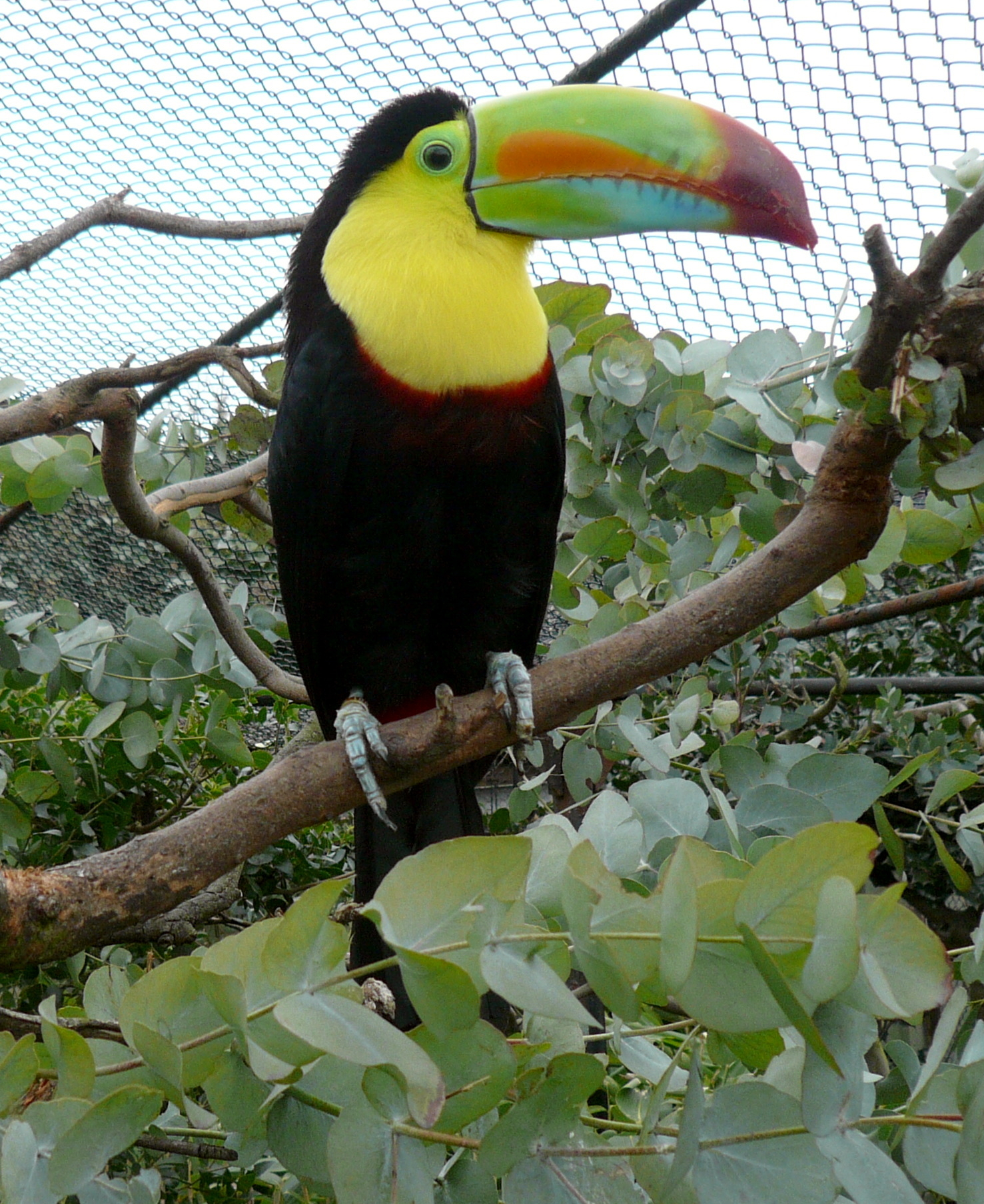
At حديقة حيوان لندن
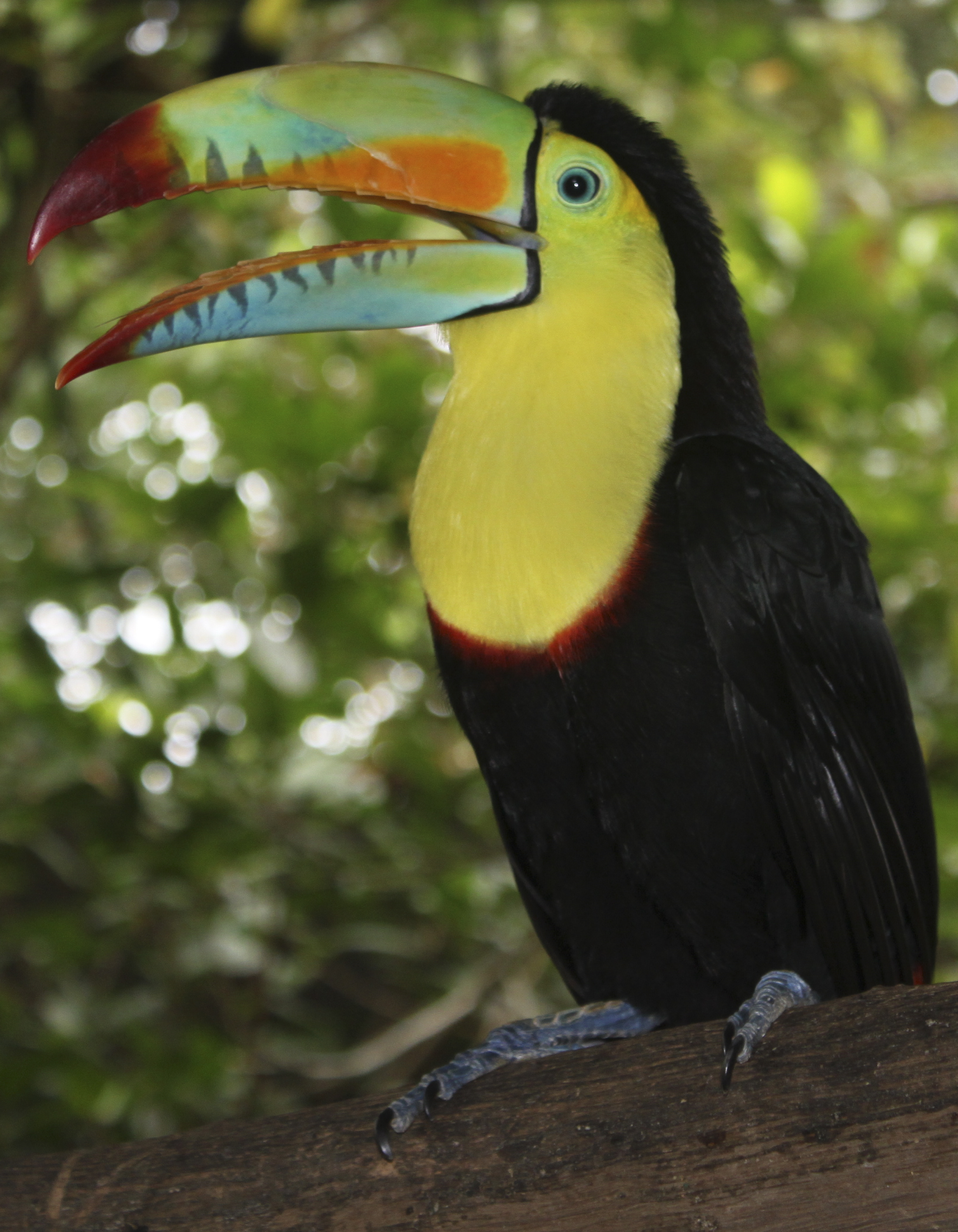
At Parque Municipal Summit, بنما
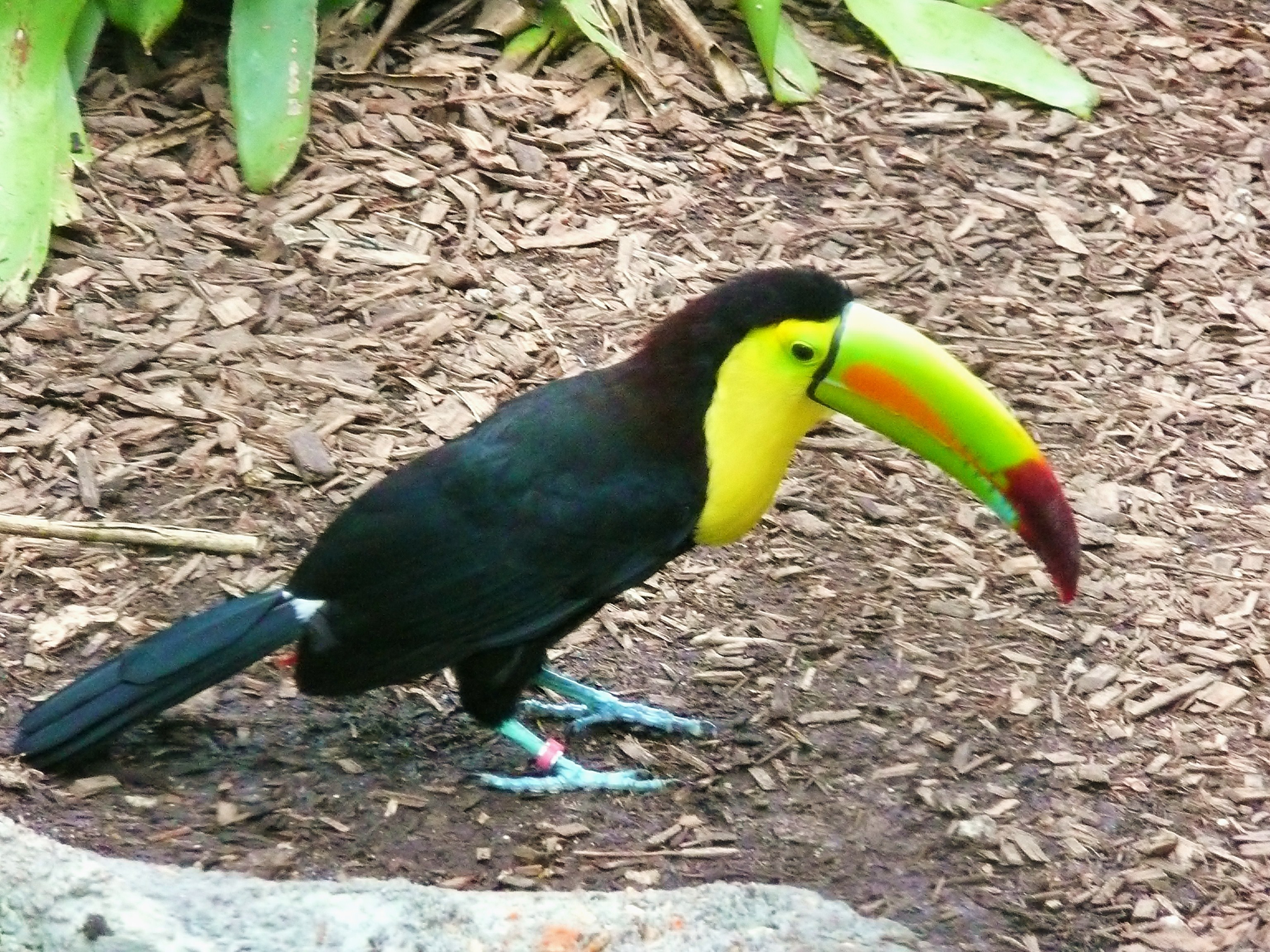
At Zoo Miami
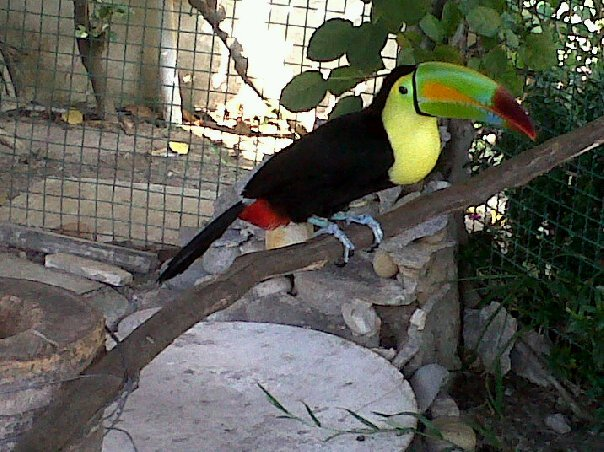
Venezuela
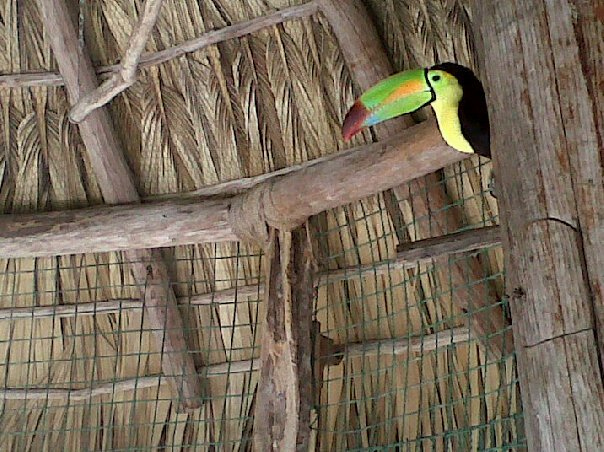
Venezuela